# Serpente (sous-marin)
Le Serpente est un sous-marin de la classe Argonauta (sous-classe de la Serie 600, en service dans la Regia Marina lancé au début des années 1930 et ayant servi pendant la Seconde Guerre mondiale.

## Caractéristiques
La classe Argonauta est dérivée des anciens sous-marins de la classe Squalo, qui ont déplacé 660 tonnes en surface et 813 tonnes en immersion. Les sous-marins mesuraient 61,5 mètres de long, avaient une largeur de 5,7 mètres et un tirant d'eau de 4,7 mètres. Ils avaient une profondeur de plongée opérationnelle de 80 mètres. Leur équipage comptait 44 officiers et hommes d'équipage.
Pour la navigation de surface, les sous-marins étaient propulsés par deux moteurs diesel Tosi de 615 chevaux (452 kW), chacun entraînant un arbre d'hélice. En immersion, chaque hélice était entraînée par un moteur électrique Marelli de 400 chevaux-vapeur (298 kW). Ils pouvaient atteindre 14 noeuds (26 km/h) en surface et 8 noeuds (15 km/h) sous l'eau. En surface, la classe Argonauta avait une autonomie de 3 180 milles nautiques (5 889 km) à 10,5 noeuds (19,4 km/h). En immersion, elle avait une autonomie de 110 milles nautiques (203 km) à 3 noeuds (5,6 km/h).
Les sous-marins étaient armés de six tubes lance-torpilles de 53,3 centimètres (21 pouces), quatre à l'avant et deux à l'arrière, pour lesquels ils transportaient un total de 12 torpilles. Ils étaient également armés d'un seul canon de pont 102/35 Model 1914 à l'avant de la tour de contrôle (kiosque) pour le combat en surface. Leur armement anti-aérien consistait en deux mitrailleuses Breda Model 1931 de 13,2 mm.

## Construction et mise en service
Le Serpente est construit par le chantier naval Cantieri navali Tosi di Taranto (Tosi) de Tarente en Italie, et mis sur cale le 23 avril 1930. Il est lancé le 28 février 1932 et est achevé et mis en service le 12 novembre 1932. Il est commissionné le même jour dans la Regia Marina.

## Historique
Au départ, ce sous-marin aurait dû s'appeler Nautilus, mais lors de la construction (1931), il a été décidé de la baptiser plutôt Serpente.
Après l'entrée en service, il est affecté au VIIIe Escadron de sous-marins. À partir de 1936, il est basé à Tarente, en 1938 il est transféré à Leros, puis à Rhodes et enfin - en 1939 - à Tobrouk.
Après l'entrée de l'Italie dans la Seconde Guerre mondiale, il est à nouveau déplacé à Tarente, puis à Augusta.
Le 19 septembre 1940 (sous le commandement du lieutenant de vaisseau (tenente di vascello) Antonio Dotta), à 20h34, il lance une torpille contre un sous-marin, considéré comme ennemi, naviguant au large de Santa Maria di Leuca. L'unité attaquée est en fait le sous-marin italien Marcantonio Colonna, qui a heureusement réussi à éviter la torpille.
Le 1er octobre 1940, il est soumis à une chasse à la grenade sous-marine près de la Crète et endommagé, il doit rentrer à sa base.
Le 20 décembre (toujours sous le commandement du capitaine de corvette Antonio Dotta), tôt le matin, il lance deux torpilles, dans une action de surface à 2 000 mètres de distance, contre un groupe de trois croiseurs et un destroyer naviguant près de Malte, plongeant pour échapper à la réaction possible et entendant une explosion,. Selon certaines sources, un tel bruit aurait été le signe d'avoir touché la cible, également parce que le destroyer HMS Hyperion (H97) a été en fait endommagé par une explosion sous-marine dans cette zone et à ce moment, à tel point qu'il a dû être abandonné et achevé par un autre destroyer, le HMS Janus (F53). Cependant le Hyperion a été endommagé non pas par le Serpente, mais par l'impact contre une mine posée par des destroyers italiens.
En 1941, il est employé dans le bassin occidental de la Méditerranée, notamment dans les eaux qui font face aux villes d'Alger et d'Oran.
En août 1941, il est déployé en embuscade au sud-ouest de la côte sarde, avec trois autres sous-marins, pour contrer l'opération britannique "Style" (consistant à envoyer un convoi de ravitaillement à Malte), mais il ne voit pas de navires ennemis.
En septembre 1941 (sous le commandement du lieutenant de vaisseau Renato Ferrini), au cours de l'opération britannique "Halberd" (il s'agit d'une mission de ravitaillement à Malte, mais le commandement italien pensait qu'il pouvait s'agir d'une action de bombardement naval contre les côtes italiennes), le Serpente est déployé à l'est des îles Baléares dans un rôle défensif (avec trois autres sous-marins), mais la formation britannique n'est pas passée par ces eaux. Le sous-marin reçoit alors l'ordre de se déplacer plus au sud et, de fait, le 29 septembre, il aperçoit un cuirassé escorté par quatre destroyers, et tire deux torpilles contre l'un d'eux. Une détonation est entendue, mais elle est probablement due à l'explosion de grenades sous-marines lancées par les destroyers HMS Legion (G74) et HMS Lively (G40),.
Au total, il a effectué 29 missions de guerre (en plus de 105 missions d'entraînement), pour un total de 11 731 milles nautiques (21 725 km) en surface et 2 708 milles nautiques (5 015 km) sous l'eau.
Le 4 mai 1942, il est affecté à l'école de sous-marins de Pula, pour laquelle il effectue 105 missions d'entraînement.
A l'armistice du 8 septembre 1943 (Armistice de Cassibile), il quitte Pula (sous le commandement du lieutenant de vaisseau Raffaele Allegri) et se rend à Ancône d'où, vers trois heures de l'après-midi du 12 septembre 1943, il part pour Tarente en remorquant le sous-marin de poche CB 12.
Peu de temps après, cependant, le câble de remorquage a été laissé (le CB 12 continué seul et atteint Tarente) et le sous-marin Serpente se saborde; l'équipage, secouru par un bateau de pêche, est débarqué à Civitanova.